# Allogymnopleurus signaticollis
Allogymnopleurus signaticollis är en skalbaggsart som beskrevs av Waterhouse 1890. Allogymnopleurus signaticollis ingår i släktet Allogymnopleurus och familjen bladhorningar. Inga underarter finns listade i Catalogue of Life.